# Yauyupe
Yauyupe (uit het Nahuatl: "In het water van de zwarte maïs") is een gemeente (gemeentecode 0718) in het departement El Paraíso in Honduras.
De gemeente heette eerst Concepción de Yauyupe. Het maakte eerst deel uit van het departement Tegucigalpa. De hoofdplaats ligt in de Vallei van Yauyupe.

## Bevolking
De bevolking is als volgt verdeeld:
| Vrouwen | 651 | 47,2% |
| Mannen  | 727 | 52,8% |

## Dorpen
De gemeente bestaat uit drie dorpen (aldea), waarvan het grootste qua inwoneraantal: Yauyupe (code 071801).